# George Frampton

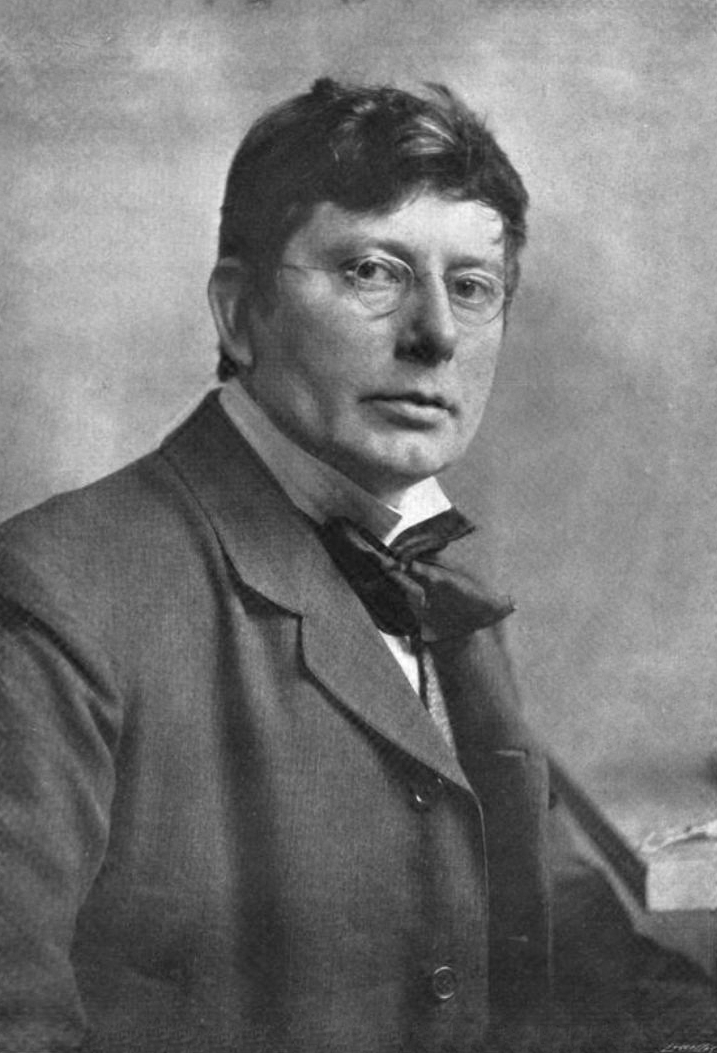
Porträt von George James Frampton von Ernest Herbert Mills (1874–1942) aus: The Sketch, Bd. XLI, Nr. 521, 21. Januar 1903, Seite 26

George James Frampton (* 18. Juni 1860 in London; † 21. Mai 1928 ebenda) war ein britischer Bildhauer und führender Vertreter der sogenannten New-Sculpture-Bewegung.

## Leben
George Frampton wurde als Sohn eines Holz- und Steinbildhauers in London geboren. Er begann seine künstlerische Ausbildung an der Lambeth School of Art unter William Silver Frith und setzte sie an der Royal Academy of Arts in London fort, wo er von 1881 bis 1887 studierte. In dieser Zeit gewann er eine Goldmedaille und ein Reisestipendium, das ihm ein Studium in Paris ermöglichte. In Paris arbeitete George Frampton im Atelier von Antonin Mercié und studierte Malerei bei Pascal Dagnan-Bouveret und Gustave Courtois. Nach seiner Rückkehr nach London arbeitet er für kurze Zeit im Atelier von Joseph Edgar Boehm und wurde später Lehrer an der Slade School of Art. 1893 heiratete George Frampton die Künstlerin Christabel Cockerell. Das Paar hatte einen Sohn, Meredith Frampton (1994–1984), der ebenfalls Künstler wurde.

## Werk

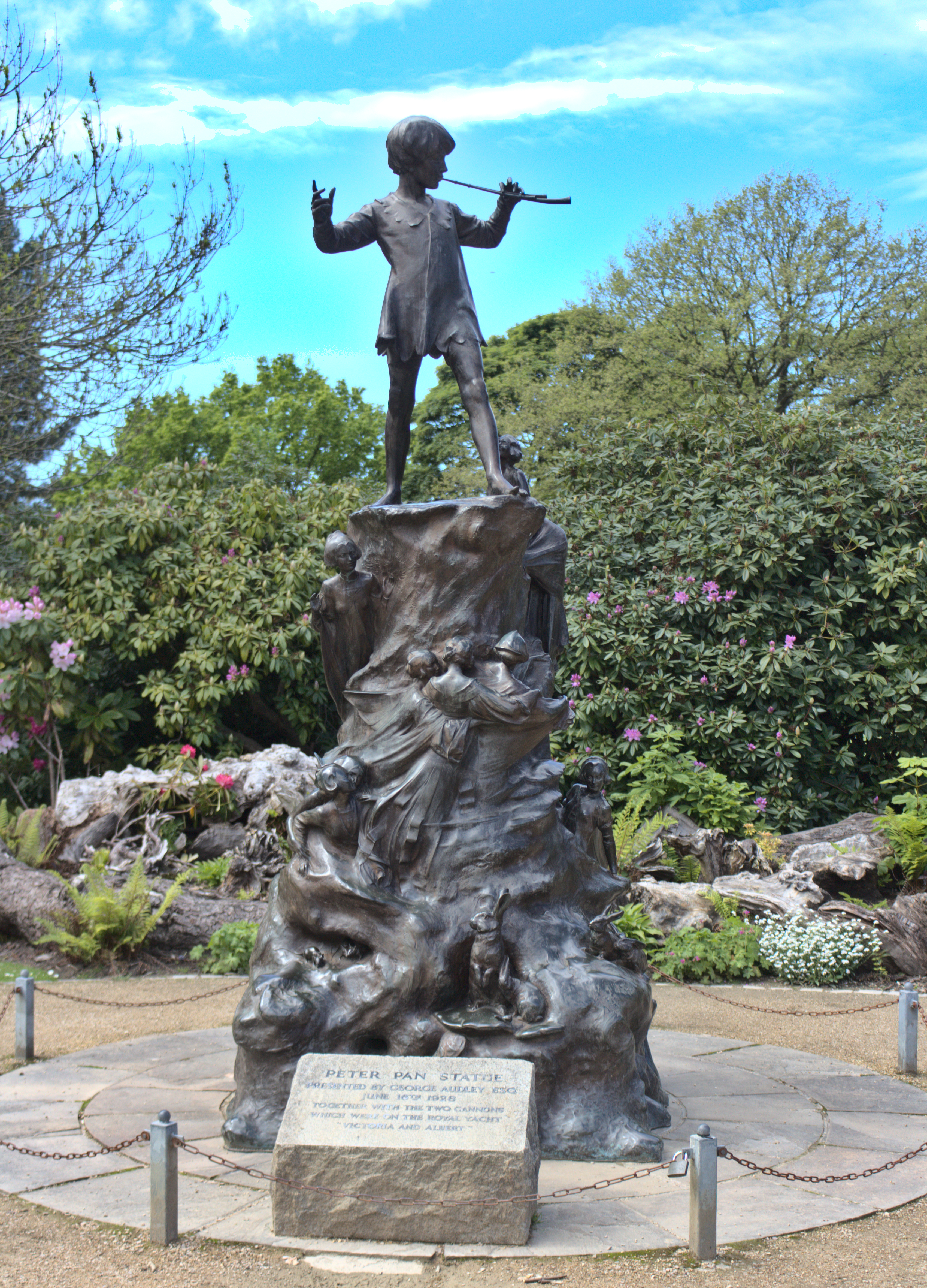
Peter Pan von George Frampton neben dem Palmenhaus im Sefton Park, Liverpool

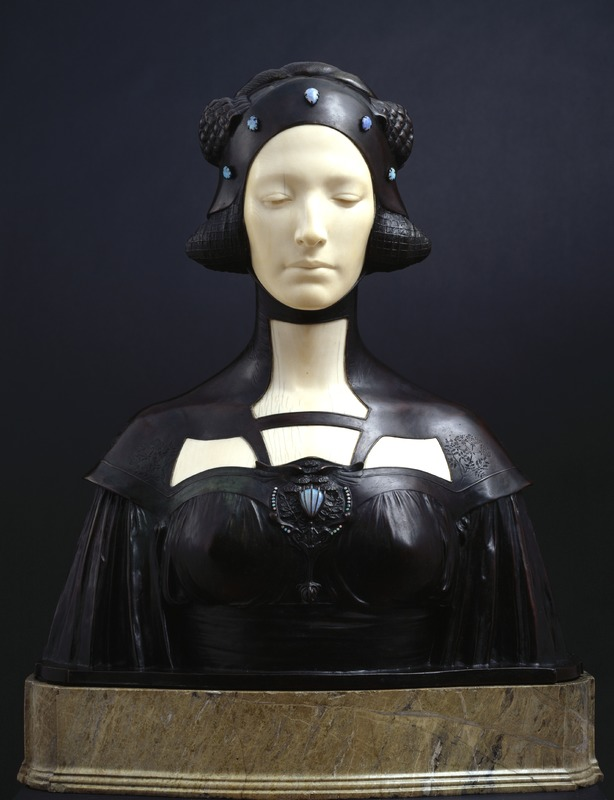
George James Frampton: Lamia, 1899–1900. Royal Academy of Arts

George Frampton war ein wichtiger Vertreter der New Sculpture-Bewegung, die sich durch eine Abkehr von der traditionellen akademischen Bildhauerei hin zu einer expressiveren und symbolistischeren Ausdrucksweise auszeichnete. Er experimentierte mit verschiedenen Materialien wie Bronze, Marmor, Elfenbein und Emaille, die er häufig in einem Werk kombinierte. Frampton ist auch für seine Arbeiten an öffentlichen Gebäuden bekannt, wie die Skulpturen an der Kelvingrove Art Gallery and Museum in Glasgow und die Fassadengestaltung des Lloyd’s Register of Shipping in London.
Zu seinen bekanntesten Werken zählen:
- Die Statue von Peter Pan in den Kensington Gardens, London (1912), die auf Initiative von J.M. Barrie entstand.
- Das Edith-Cavell-Denkmal in London (1920), das an die im Ersten Weltkrieg hingerichtete britische Krankenschwester erinnert.
- Zahlreiche Denkmäler für Queen Victoria, u. a. in Leeds, St. Helens und Winnipeg.